# Pelle di rame
Pelle di rame è un film del 1951 realizzato dal regista Michael Curtiz. Protagonista è Burt Lancaster nel ruolo di Jim Thorpe: leggenda olimpica e di football americano, che è dagli esperti considerato tra gli sportivi più forti e abili della storia.

## Trama
Il film narra la vita e le gesta dell'atleta Jim Thorpe, che interpreta un cameo nel film, oltre ad essere stato consulente per le riprese.